# Joseba López
Joseba López Cuesta (5 maart 2000) is een Spaans wielrenner die in 2023 prof werd bij Caja Rural-Seguros RGA.

## Carrière
Tussen 2019 en 2022 behaalde López meerdere overwinningen en ereplaatsen in het Spaanse amateurcircuit. Daarnaast werd hij in 2022 nationaal kampioen bij de beloften. Na een stageperiode, waarin hij deelnam aan de Ronde van Portugal en de Ronde van Luxemburg, werd López in 2023 prof bij Caja Rural-Seguros RGA, dat hem liet doorstromen vanuit hun opleidingsploeg.

## Overwinningen
2022
 Spaans kampioen op de weg, Beloften
2024
Clássica da Arrábida

## Resultaten in voornaamste wedstrijden
|      | \| Jaar \| Clásica San Sebastián \| \| ---- \| --------------------- \| \| 2024 \| 63e \| \| 2025 \| opgave \| |
| Jaar | Clásica San Sebastián                                                                                          |
| 2024 | 63e |
| 2025 | opgave |

## Ploegen
- 2022 –  Caja Rural-Seguros RGA (stagiair vanaf 1 augustus)
- 2023 –  Caja Rural-Seguros RGA
- 2024 –  Caja Rural-Seguros RGA
- 2025 –  Caja Rural-Seguros RGA

Amezqueta · Aular · Bagües · Barceló · Barrenetxea · Calle · Cepeda · Cuadros · Etxeberria · García · González · Johnston · Lastra · Leitão · Martín · Murguialday · Nicolau · Nieve · Pira · Prades ·Schlegel  · Balderstone (stagiair) · López de Abetxuko (stagiair) · López (stagiair)
Amezqueta · Aular · Babor · Balderstone · Barceló · Barrenetxea · Bárta · Cepeda · Etxeberria · García · González · Hailemichael · Johnston · Leitão · López · Martín · Murguialday · Nicolau · Pira · Prades ·Schlegel  · Sorarrain (vanaf 31/7) · Guardeño (stagiair) · Ibáñez (stagiair) · Silva (stagiair)
Arriola-Bengoa · Aular · Babor · Balderstone · Barceló · Bárta · Berwick · Cepeda · Etxeberria 
· Fernández · González · Guardeño · Hailemichael · Johnston · Leitão · López · Murguialday · Nicolau · Prades ·Schlegel · Silva · Sorarrain · Díaz (stagiair) · Ibáñez (stagiair)